# Escapism
«Escapism» (エスカピズム) es el sexto sencillo de la banda Oshare Kei: Antic Cafe, publicado en 2005 y perteneciente al álbum Shikisai Moment. Éste es el segundo sencillo dentro de la campaña llamada Harajuku Sanbusaku.

## Lista de canciones
| CD  |                           |          |  |
| N.º | Título                    | Duración |  |
| 1.  | «Escapism (エスカピズム)» | 4:43     |  |